# Karl Düffke
Karl Düffke (* 3. September 1816 in Parchim; † 17. Februar 1880 in Hannover) war ein deutscher Opernsänger (Bass) und Theaterschauspieler.

## Leben
Seine Karriere begann 1837 als Chorsänger am Stadttheater von Hamburg. Von 1842 bis 1845 war er am Stadttheater von Rostock, von 1845 bis 1847 am Theater von Königsberg, von 1847 bis 1848 Mitglied am Stadttheater von Bremen, von 1848 bis 1850 am Stadttheater von Danzig und von 1850 bis 1851 am Stadttheater von Stettin engagiert. 1851 wechselte er an das Friedrich Wilhelmstädtische Theater Berlin und 1853 an das königliche Hoftheater.
Düffke war nicht nur in der Oper, sondern auch im Schauspiel und in der Posse heimisch. So war er auch der erste „Doktor Hippe“ in Guten Morgen, Herr Fischer. Ganz Hervorragendes leistete er in den Dittersdorfschen Opern Doktor und Apotheker und Hieronymus Knicker. Er war lange Zeit ein Liebling des Berliner Theaterpublikums. Nicht minder schätzte man seine Leistungen am Hoftheater in Hannover, in dessen Verband er 1860 trat und bis zu seinem Tode verblieb.